# Santo Antônio do Jardim
Santo Antônio do Jardim este un oraș în São Paulo (SP), Brazilia.